# Robot caminador

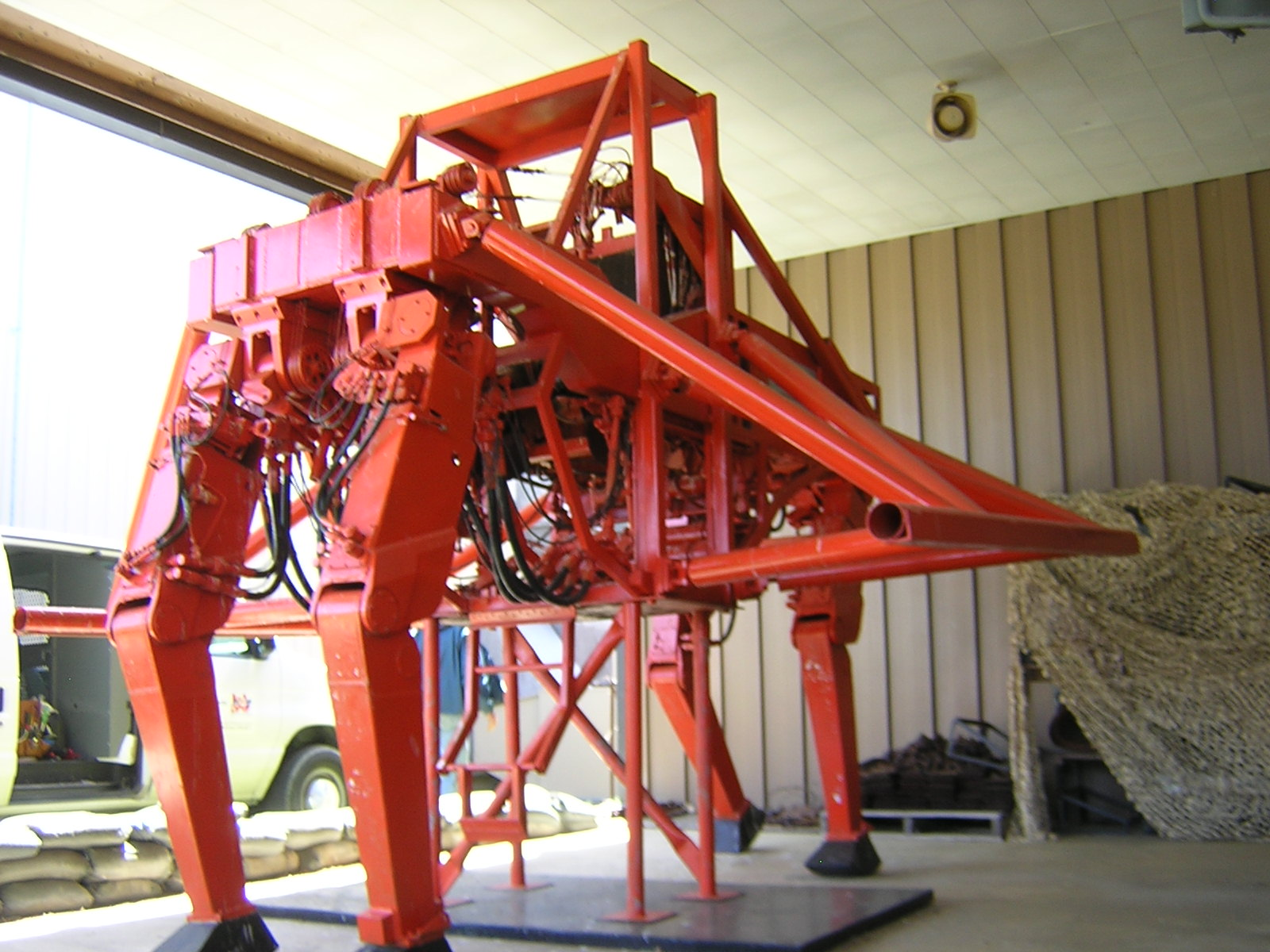
El Walking truck al US Army Transportation Museum.

Un  robot caminador  és aquell en qué la tracció s'obté mitjançant un mecanisme que imita les cames, en lloc de fer-ho amb rodes o bé erugues. Poden classificar-se segons el nombre de cames de les que serveixen. Així, pot haver vehicles o robots d'una cama (saltadors), de dues cames (bípedes), de tres (trípodes), quatre (quadrúpedes) o sis (hexàpodes).
Una de les primeres aparicions d'aquest tipus de mecanismes a la literatura van ser els trípodes marcians de la novel·la de H. G. Wells  La Guerra dels Mons , encara que no es descrivia del tot bé i amb detall el seu sistema de locomoció.
Si bé la mobilitat o maniobrabilitat d'un robot caminador és més gran que la d'un amb rodes, la complicació del seu control i disseny fa que el seu ús avui en dia estigui restringit a la robòtica experimental, tot i que també hi ha hagut dissenys comercials com el  Walking truck  (camió errant) de la General Electric, ALDURO de la Universitat de Duisburg-Essen o l'hexàpode  Walking Forest Machine  (màquina forestal errant) de John Deere. D'altres, com el BigDog han estat dissenyats amb fins militars. El major vehicle caminador construït és l'excavadora  The Big Muskie .
No obstant això, actualment, la major part dels caminadors són joguines o robots d'exhibició, com els bípedes QRIO i ASIMO, o en quadrúpede BO.